# Kalle Løchen

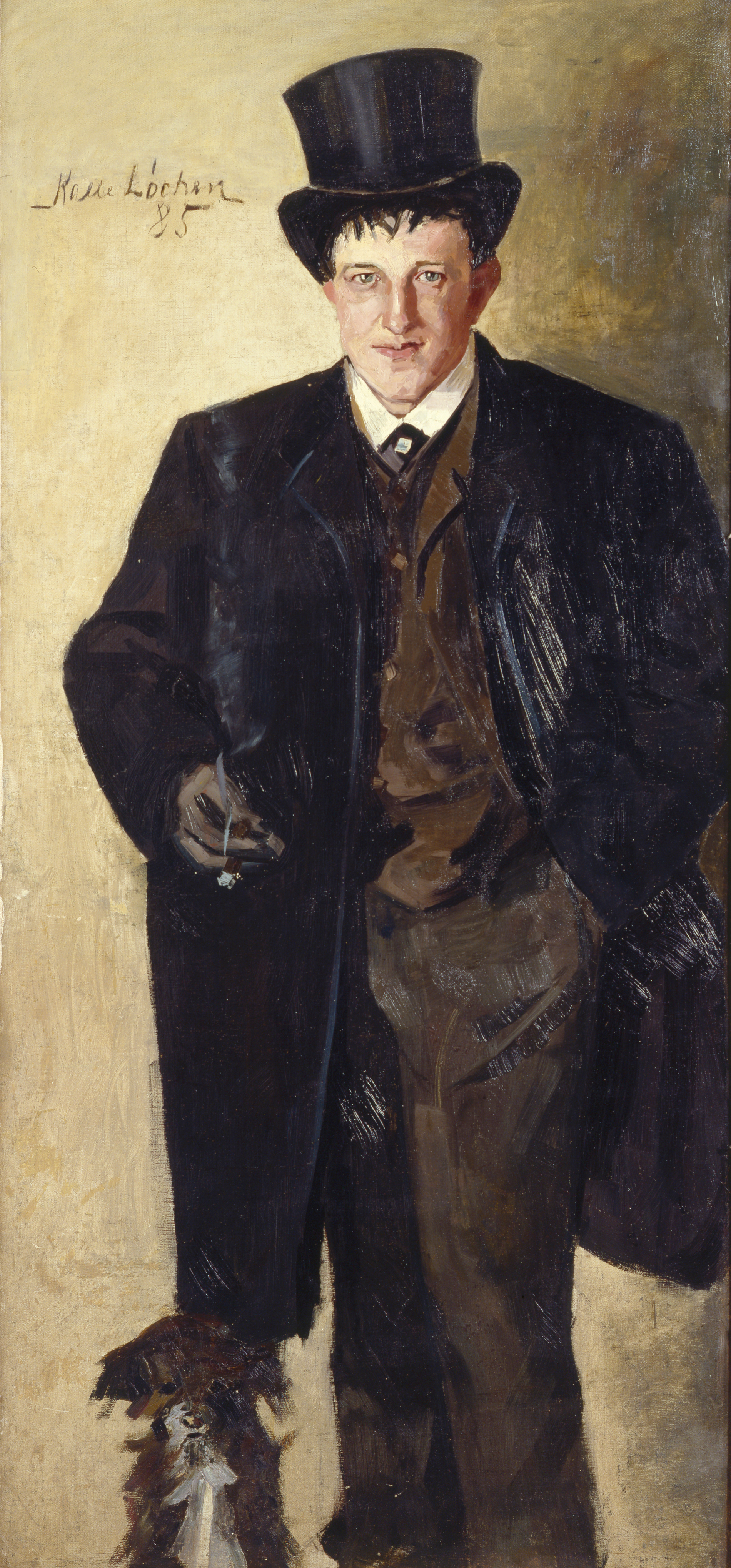
Selvportrett (Selbstporträt), 1885, Privatbesitz

Kalle Løchen (eigentlich Karl Løchen; * 9. Mai 1865 in Fåberg, Provinz Oppland; † 20. November 1893 in Kristiania) war ein norwegischer Maler und Theaterschauspieler. Sein Freund Edvard Munch hielt ihn für „die größte künstlerische Begabung“ Norwegens.

## Leben

### Familie und Ausbildung
Kalle Løchen war das jüngste von zehn Kindern des liberalen Juristen Edvard Martin Løchen und der Hausfrau Anne Elisabeth Grøtting. Sein Vater interessierte sich während seines Studiums für die Literatur seiner Zeit und stand zeitweise dem Kreis um den Lyriker Johan Sebastian Welhaven nahe. Peter Christen Asbjørnsen und Jørgen Moe, die Sammler norwegischer Volksmärchen nach dem Vorbild der Brüder Grimm, zählten zu den Freunden eines Bruders der Mutter und waren später häufig zu Gast bei der Familie Løchen. In diesem kulturell aufgeschlossenen Milieu äußerte Kalle Løchen schon früh den Wunsch, eine Künstlerlaufbahn einzuschlagen.
Nachdem er 1881 das Mittelschulexamen abgelegt hatte, begann er eine Ausbildung an der Königlichen Zeichen- und Kunstschule (Den Kongelige Tegne- og Kunstskole) in der norwegischen Hauptstadt Kristiania (heute Oslo). Gleichzeitig nahm er Zeichenunterricht bei Wilhelm von Hanno und besuchte die private Malschule von Knud Bergslien. Von 1883 an vertiefte Løchen seine Kenntnisse durch ein Studium bei Christian Krohg, einem später zentralen naturalistischen Maler und Schriftsteller, der sich über das Talent seines Schülers sehr lobend äußerte. 1883 und 1884 besuchte Løchen außerdem die sogenannte „Freiluftakademie“ des Malers Frits Thaulow in Modum. Hier kritisierten und ermutigten sich die jungen Künstler, die sich an der realistisch-naturalistischen Schule orientierten, gegenseitig.

### Erste Arbeiten
Erste Arbeiten entstanden bereits während dieser Ausbildungsjahre. Inspiriert von einem Artikel Erik Werenskiolds in der Zeitschrift Nyt Tidsskrift über die französischen Impressionisten, schuf Løchen als 17-Jähriger das Ölgemälde Fra Kongshavn bad (Partie vom Kongshavn-Bad, 1882). Mit raschem, pastosem Farbauftrag schilderte er das flimmernde Sonnenlicht über einer Badeanstalt am Meer. Vermutlich unter dem Einfluss von Krohg prägten in der Folgezeit prosaische Motive das Werk Løchens. So malte er vernachlässigte Mietshäuser und Hinterhöfe in der Hauptstadt und zeigte eine Vorliebe vor allem für Dachlandschaften und Mansardenfenster. Beim bürgerlichen Publikum stieß diese Motivwahl nicht immer auf Wohlwollen. Regelrecht Verärgerung löste sein Bild Etter en søvnløs natt (Nach einer schlaflosen Nacht, 1883) aus, das eine junge, um ihr Kind besorgte Mutter in einem Nachthemd zeigt. Seine Schwester Helene hatte ihm dabei Modell gestanden. Dieses und ein weiteres Gemälde wurden 1883 in der sogenannten Herbstausstellung (Høstutstillingen) präsentiert, einer jährlich stattfindenden Schau der Gegenwartskunst in Kristiania.

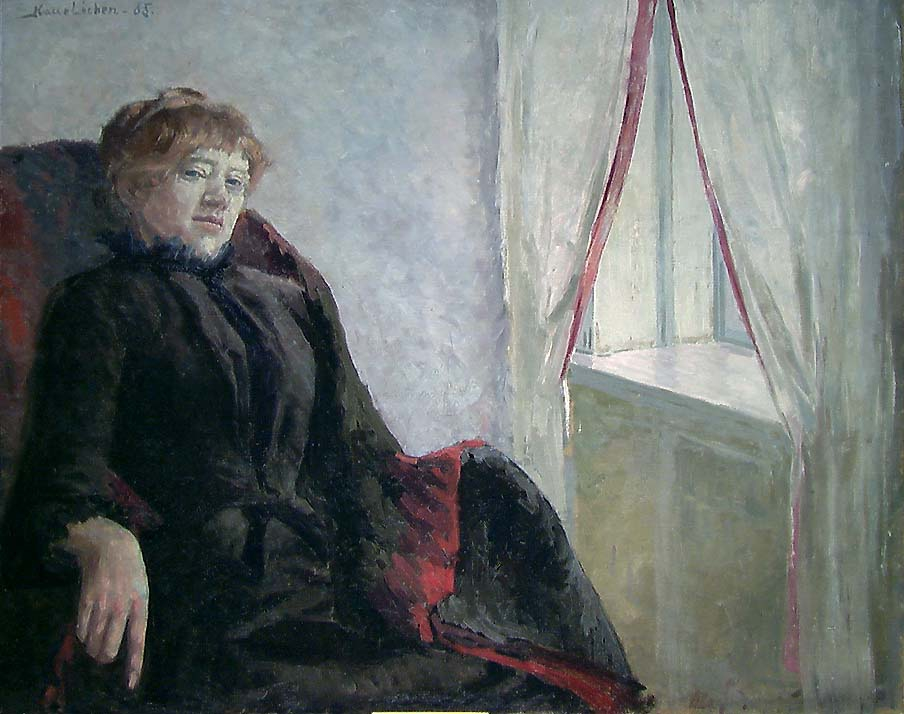
Cecilie Thoresen Krog, 1885, Nasjonalgalleriet, Oslo

Um 1885 entstand eine Reihe von Porträts. Sich selbst stellte der meist mittellose Künstler als eleganten Herren mit Zylinder, Zigarre und offenem Mantel dar. Die erste Studentin Norwegens, die Arzttochter Cecilie Thoresen, charakterisierte er durch ihre entspannte Haltung in einem Lehnstuhl und einen schrägen, hintergründigen Blick. Weitere Porträtarbeiten galten dem Theaterkritiker Sigurd Bødtker, dem Literaturhistoriker Henrik Jæger und mehreren Mitgliedern seiner Familie.

### Kunst und Theater
Am 23. November 1886 heiratete Løchen die drei Jahre ältere Schauspielerin Anna Brun. Løchen, der sich bereits als Jugendlicher sehr für das Theater interessiert hatte, zog mit seiner Frau nach Bergen, wo er trotz fehlender formaler Ausbildung ein Engagement an einer der führenden Bühnen Norwegens, Den Nationale Scene, erhielt. Bereits kurze Zeit später verkörperte er in einer Hamlet-Inszenierung die Titelrolle und begeisterte das Publikum. Weitere spektakuläre Auftritte folgten. Løchen wollte jedoch die Malerei nicht ganz aufgeben, auch wenn sie ihm kaum Einkünfte eintrug. Jahrelang war er im Zweifel, welche der Künste er ausüben sollte; er sei, so sagte er bei einer Gelegenheit, „der beste Schauspieler unter den Malern und der beste Maler unter den Schauspielern.“

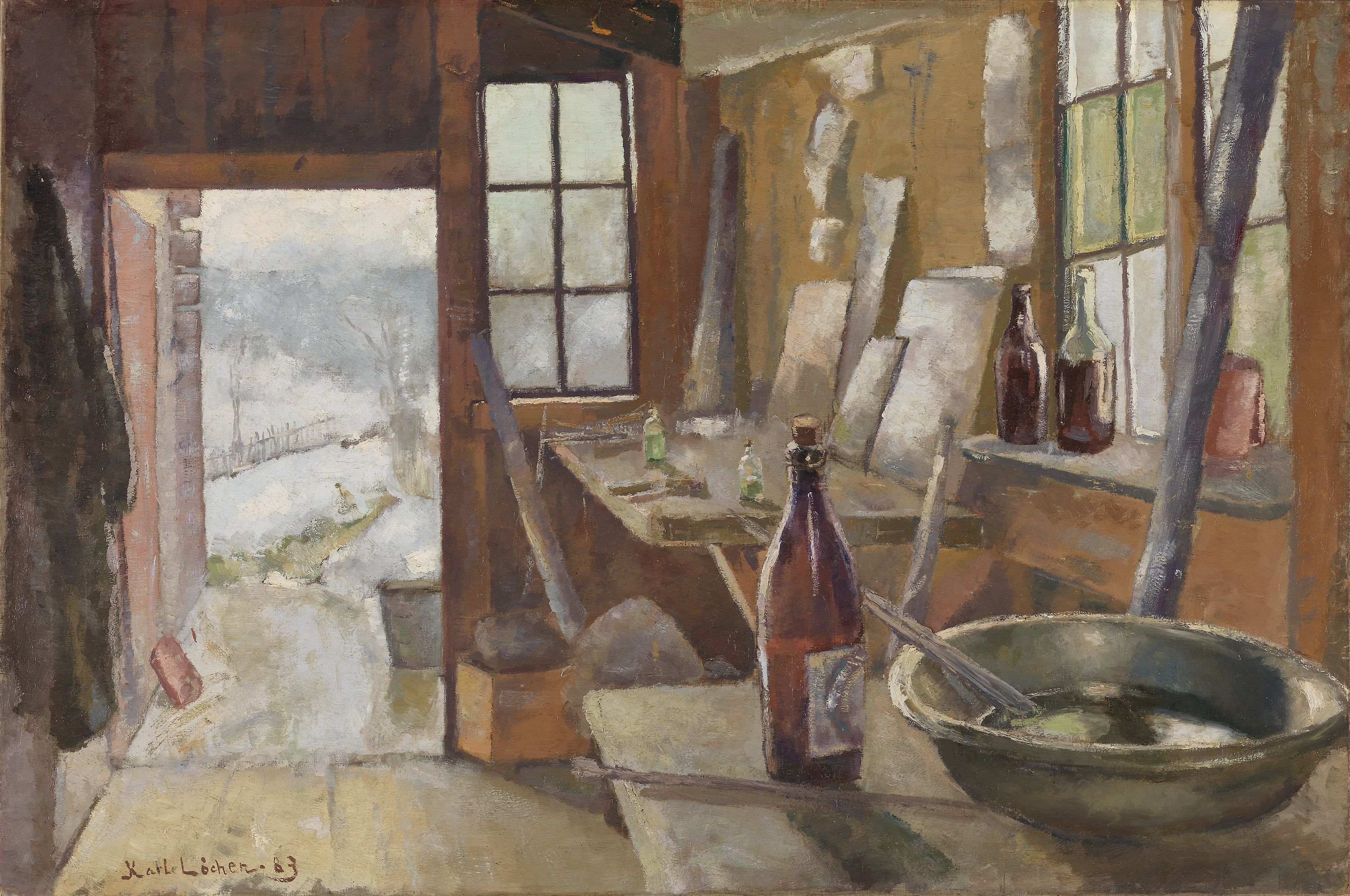
Malerskolens atelier (Das Atelier der Malschule), 1883, Nasjonalgalleriet, Oslo

Gemeinsam mit Edvard Munch, einem engen Bohème-Freund aus seiner Zeit in Kristiania und Modum, reiste er im Herbst 1889 nach Paris, um beim Maler Léon Bonnat zu studieren. Nach nur einer Woche verlor er jedoch das Interesse und wandte sich wieder mehr dem Theater zu; unter anderem besuchte er eine Hamlet-Vorstellung mit dem seinerzeit berühmten Schauspieler Jean Mounet-Sully. Seine Eindrücke vom Pariser Theaterleben schilderte er in einer mehrteiligen Artikelserie für die Trondheimer Zeitung Dagsposten, der sein Bruder Hjalmar als Chefredakteur vorstand. Während dieser Zeit bewohnten Munch und Løchen das Hotel de Champagne im Künstlerviertel Les Batignolles. Munch war zeitweise verärgert über seinen Freund, da Løchen ihm ein Gemälde entwendet hatte, um es einem Bruder zu verehren. Noch lange nach Løchens Tod äußerte sich jedoch Munch, der ansonsten kaum ein Wort über Kollegen verlor, sehr positiv über die Anlagen seines Freundes: „Kalle Løchen war unbedingt die größte künstlerische Begabung, die wir bei uns [in Norwegen] hatten. Was er als ganz junger Künstler schuf, war einzigartig und brillant. Er war erst 18 Jahre alt, als er Malerskolens atelier (Das Atelier der Malschule) in Modum malte - und heute ist es merkwürdig modern, es erinnert an Cézanne, ein großartiges Bild!“ (1938)

### Letzte Jahre in Bergen und Kristiania
Nach seiner Rückkehr nach Bergen spielte Kalle Løchen 1890 in der norwegischen Erstaufführung von Henrik Ibsens Familiendrama Gespenster die tragende Rolle des Künstlers Osvald. Das Stück war unter anderem wegen seiner Syphilis- und Inzest-Thematik in Norwegen jahrelang verboten. Løchen wurde für seine Darstellung gefeiert. Parallel entstanden weitere Porträts und künstlerische Arbeiten mit Theatermotiven.
Im Sommer 1891 nahm Løchen zusammen mit dem norwegischen Luftfahrtpionier, Schauspieler und umherreisenden Gaukler Francesco Cetti, den er aus Bergen kannte, an einer 28 Minuten währenden Fahrt mit einem Gasballon teil, die ihn vom Tivoli-Gelände in Kristiania bis nach Bærum führte. Anschließend schrieb er für die Tageszeitung Christiania Intelligenssedler eine Reportage über sein Abenteuer – „1800 Meter über meinen Gläubigern“. Während dieser Artikel die ihm eigene Nonchalance und Ironie widerspiegelt, nahm sein Leben kurze Zeit später eine dramatische Wendung. Im Frühjahr 1892 starb seine Frau Anna im Alter von nur 29 Jahren. Seine beiden Töchter Esther und Nanna wurden der Familie seiner Frau zugesprochen und somit von ihm getrennt. Diese Vorgänge lösten eine schwere Depression in ihm aus. Er begann, seine Pflichten als Schauspieler zu vernachlässigen; schließlich verließ er die Nationale Scene Richtung Ostnorwegen.

### Suizid
Nach einem längeren Aufenthalt bei seiner Schwester Helene in Stor-Elvdal nahm er ein Engagement am neueröffneten Carl-Johan-Theater in Kristiania an, wo er unter anderem in Émile Zolas dramatisiertem Roman Thérèse Raquin den Mörder und Selbstmörder Laurent spielte. Am 20. November 1893 erhielt der Intendant des Theaters ein Telegramm mit dem folgenden Wortlaut: „Herr Olaf Hanson! Leben Sie wohl. Ich bin tot. Ihr Kalle Løchen.“ Kurz darauf fand man Løchens Leiche und seinen Revolver in einem Waldstück am Ekeberg im Südosten Kristianias. Am selben Tag hatte der 28-Jährige eigentlich seine Kollegin Anna Nielsen heiraten wollen, mit der er verlobt war.
Einige Munch-Biographen sowie zuletzt der Psychiater Finn Skårderud sehen einen Zusammenhang zwischen dem Suizid Løchens und dem Entstehen von Edvard Munchs bekannter Bilderserie Der Schrei. Der Künstler wohnte in unmittelbarer Nähe des Ortes, an dem der Leichnam Løchens entdeckt wurde. Die Gemälde entstanden vermutlich teilweise am Ekeberg; im Dezember 1893 präsentierte Munch die erste seiner Schrei-Arbeiten in Berlin. Handfeste Beweise für die These gibt es jedoch nicht.

## Ausstellungen

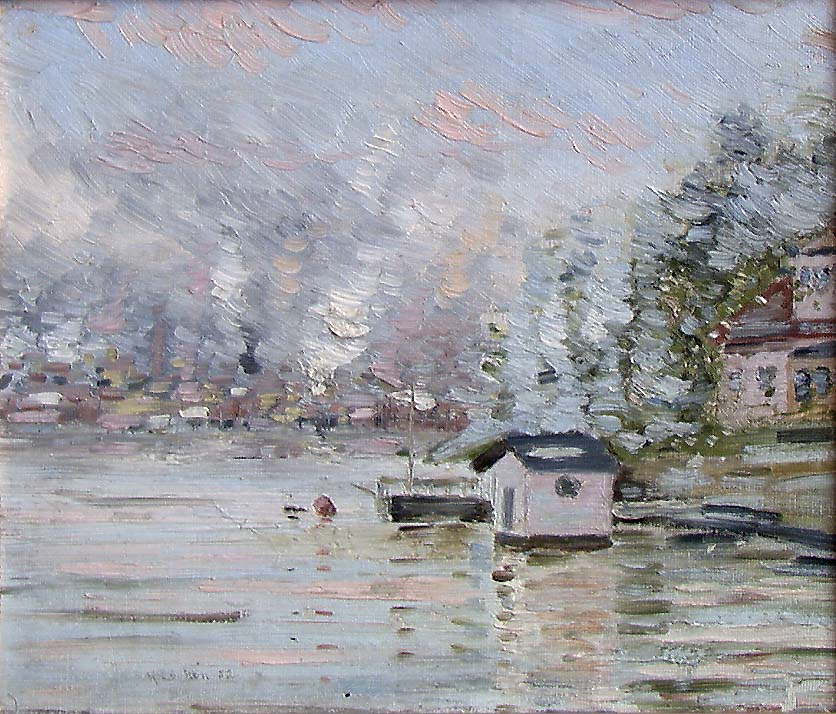
Fra Kongshavn bad (Partie vom Kongshavn-Bad), 1882, Nasjonalgalleriet, Oslo

Der Kunstverein Oslo (Oslo Kunstforening) würdigte das Schaffen Kalle Løchens 1928 mit einer Retrospektive. Gezeigt wurden 31 Arbeiten aus dem schmalen Gesamtwerk des Künstlers, das aus circa 50 Gemälden sowie Zeichnungen und dekorativen Artefakten besteht. In Zusammenhang mit mehreren bedeutenden Kollektivausstellungen in Oslo und Modum wurden auch Bilder von Løchen präsentiert, so 1932 (25 Jahre Herbstausstellung), 1966 (Kristiania-Motive) und 2013 (Munch und seine Künstlerfreunde in Modum).
Heute befinden sich sieben zentrale Werke Løchens, darunter Fra Kongshavn bad und Malerskolens atelier, im Besitz der Nationalgalerie Oslo (Nasjonalgalleriet). Die restlichen Arbeiten verteilen sich auf mehrere Institutionen, z. B. auf die Bergen Billedgalleri, das Theater Den Nationale Scene und das Oslo Teatermuseum.

## Werke (Auswahl)
- Fra Kongshavn bad (Partie vom Kongshavn-Bad), 1882
- Etter en søvnløs natt (Nach einer schlaflosen Nacht), 1883
- Malerskolens atelier (Das Atelier der Malerschule), 1883
- Tak med kvistvindu (Dach mit Mansardenfenster), 1883
- Cecilie Thoresen Krog, 1885
- Selvportrett (Selbstporträt), 1885
- Teaterskredderen i Bergen (Der Theaterschneider in Bergen), 1886
- Interiør med datteren Esther (Interieur mit Tochter Esther), 1888
- Agent Christensen, 1889
- Portrett av H. Müller (Porträt von H. Müller), 1890
- Utsikt fra Ekeberg (Aussicht vom Ekeberg), 1890
- I skuespillerinnenes garderobe (In der Garderobe der Schauspielerinnen), 1892